# 갈라파고스쌀쥐
갈라파고스쌀쥐(Aegialomys galapagoensis)는 비단털쥐과에 속하는 설치류의 일종이다. 갈라파고스 제도에서 발견된다. 쌀쥐족의 해안쌀쥐속에 속하지만, 이전에는 쌀쥐속의 학명 Oryzomys galapagoensis로 분류했다. 자연 서식지는 아열대 또는 열대 기후 건조 관목 지대이다. 갈라파고스 제도의 많은 동물처럼, 유순하고 사람을 두려워하지 않는다. 산타페 섬에서 발견되는 아종 바우리(A. g. bauri)는 완전한 종으로 간주되기도 한다. 아종 갈라파고스(A. g. galapagoensis)는 이전에 산크리스토발 섬에서 발견되었고, 1855년 찰스 다윈이 비글호의 두 번째 항해에서 여러 마리의 표본을 생포했다. 그러나 다윈의 방문 이후 불과 수십 년 만에 멸종된 것으로 간주되었고, 다음 표본은 1984년 스테드먼(David Steadman)과 그의 동료들이 용암 동굴에서 발견한 화석 잔해로 수집되었다. 가장 가까운 종은 해안쌀쥐속의 유일한 나머지 종인 노랑쌀쥐로 에콰도르 해안과 페루에서 발견된다.